# Mabea biglandulosa
Mabea biglandulosa är en törelväxtart som beskrevs av Henri Ernest Baillon och Johannes Müller Argoviensis. Mabea biglandulosa ingår i släktet Mabea och familjen törelväxter. Inga underarter finns listade i Catalogue of Life.